# Късогледство
| Изображение при нормално зрение |  | Изображение при късогледство |
| Изображение при нормално зрение |  | Изображение при късогледство |

Късогледство, наречено още миопия (от гръцки: μυωπία, myopía, означаващо късогледство), е вид аномалия, намалена зрителна острота, при която изображението се получава пред ретината, т.е. хората виждат ясно предмети в близост, но обектите, които са по-далеч се виждат размазани и неясни.
При миопията основният проблем се състои в това, че лъчите, които идват от наблюдавания в далечината обект, не попадат върху ретината – най-вътрешния слой на окото. Причината за това е или прекалено удължената очна ябълка, в резултат на което падащите лъчи се пречупват преди да достигнат ретината, или различни неравности по самата роговица, което води до неправилно и хаотично пречупване на лъчите. Поради тази причина хората с този дефект виждат мътно като в мъгла. Виждат значително по-добре наблизо, отколкото надалеч.
Късогледството в повечето случаи се коригира с очила или контактни лещи. При късогледството лъчите се събират пред ретината, пречупвателната сила на окото е относително по-голяма, а фокусното разстояние е по-малко, отколкото съществува на дължината на очната ябълка. Според степените си миопията бива слаба (под 3 диоптъра), средна (между 3 – 6 диоптъра) и силна (над 6 диоптъра).
Късогледството рядко е вродено заболяване. То възниква най-често в училище, когато зрението на децата отслабва и те започват да се взират с примижаване. Обикновено училищната миопия се развива бавно и не достига високи степени. Тя се коригира със стъкла, като се предписват „минус“ (разсейвателни) стъкла и то най-разсейвателно стъкло, с което се получава нормална зрителна острота.

## Превенция
Няма универсално приет метод за превенция на късогледство. Често срещаните методи включват носене на очила за четене, капки за очи и участието в повече активни дейности навън.

### Слънчева светлина
Слънчевата светлина може да предотврати късогледство. Австралийски изследователи открили, че излагането на слънчева светлина е важно за ограничаването на растежа на очната ябълка, който предизвиква късогледство. Излагането на слънчева светлина 2 – 3 часа на ден увеличава допамина в окото, което ограничава неправилно оформяне на окото.